# 蒲淳
蒲淳（1964年10月—），男，汉族，湖南怀化人，中华人民共和国政治人物。
曾任中央财经领导小组办公室综合局局长、秘书组巡视员、中财办副主任、国家市场监督管理总局副局长、国家认证认可监督管理委员会主任。